# Милльвуа, Шарль Юбер
Шарль Юбер Милльвуа (фр. Charles Hubert Millevoye; 24 декабря 1782 года, Абвиль — 26 августа 1816 года, Париж) — французский поэт.

## Биография
Окончив курс в коллеже, был приказчиком в книжном магазине.
В 1801 г. вышел его первый сборник; в 1804 и 1806 гг. он получил академические премии за поэмы в форме посланий. Ещё многие другие его поэмы были увенчаны академией.
После бурной жизни среди парижских развлечений провёл последние годы своей короткой жизни в деревне, больной чахоткой.

## Творчество
Условно-академические произведения Милльвуа не дали ему большого имени в литературе. Популярностью пользовались две элегии: «La Chute des feuilles» и «Le Poëte mourant», впадающие в излишнюю сентиментальность, но поэтичные.
Поэмы, награждённые академией:
- поэмы в форме посланий:
  - «Sur le Danger des Romans»,
  - «L’Independance de l’homme de lettres».
- «La Mort de Rotrou»,
- «Beizunce ou la Peste de Marseille»,
- «Goffin ou le Héros liégois» и др.

Из других его поэм элегического характера лучшие:
- «Le Souvenir»,
- «Le bois détruit»,
- «Priez pour moi» (написана за неделю до смерти) и т. д.

Несколько попыток переводов («Илиада» Гомера, «Буколики» Вергилия) и три трагедии («Antigone», «Ugolini», «Saül») большого интереса не вызвали.